# Globipes simplex
Globipes simplex is een hooiwagen uit de familie Globipedidae.